# Salix chekiangensis
Salix chekiangensis är en videväxtart som beskrevs av Wan Chun Cheng. Salix chekiangensis ingår i släktet viden, och familjen videväxter. Inga underarter finns listade i Catalogue of Life.